# Неплигет (станция метро)
Неплигет (венг. Népliget, Народный парк) — станция Будапештского метрополитена на линии M3 (синей).
Открыта в 1980 году в составе участка «Надьварад тер» — Кёбанья-Кишпешт.
Станция Неплигет расположена на пересечении двух важных магистралей города, проспекта Иллёи (Üllői út), длиннейшей улицы Будапешта, ведущей из центра города в юго-восточном направлении (вдоль неё на этом участке идёт линия M3) и бульвара Кальмана Кёньвеша (Könyves Kálmán körút), составной части большой полукольцевой магистрали. Рядом со станцией находится крупный автовокзал, обслуживающий международные и дальние национальные линии и стадион «Гроупама Арена». Станция названа по расположенному неподалёку Народному парку (венг. Népliget)
«Неплигет» — станция мелкого заложения. На станции две боковые платформы.
6 апреля 2019 года южная часть линии M3 от станции «Надьварад тер» до станции «Кёбанья-Кишпешт» закрыта на реконструкцию.